# Karl XV:s eriksgata

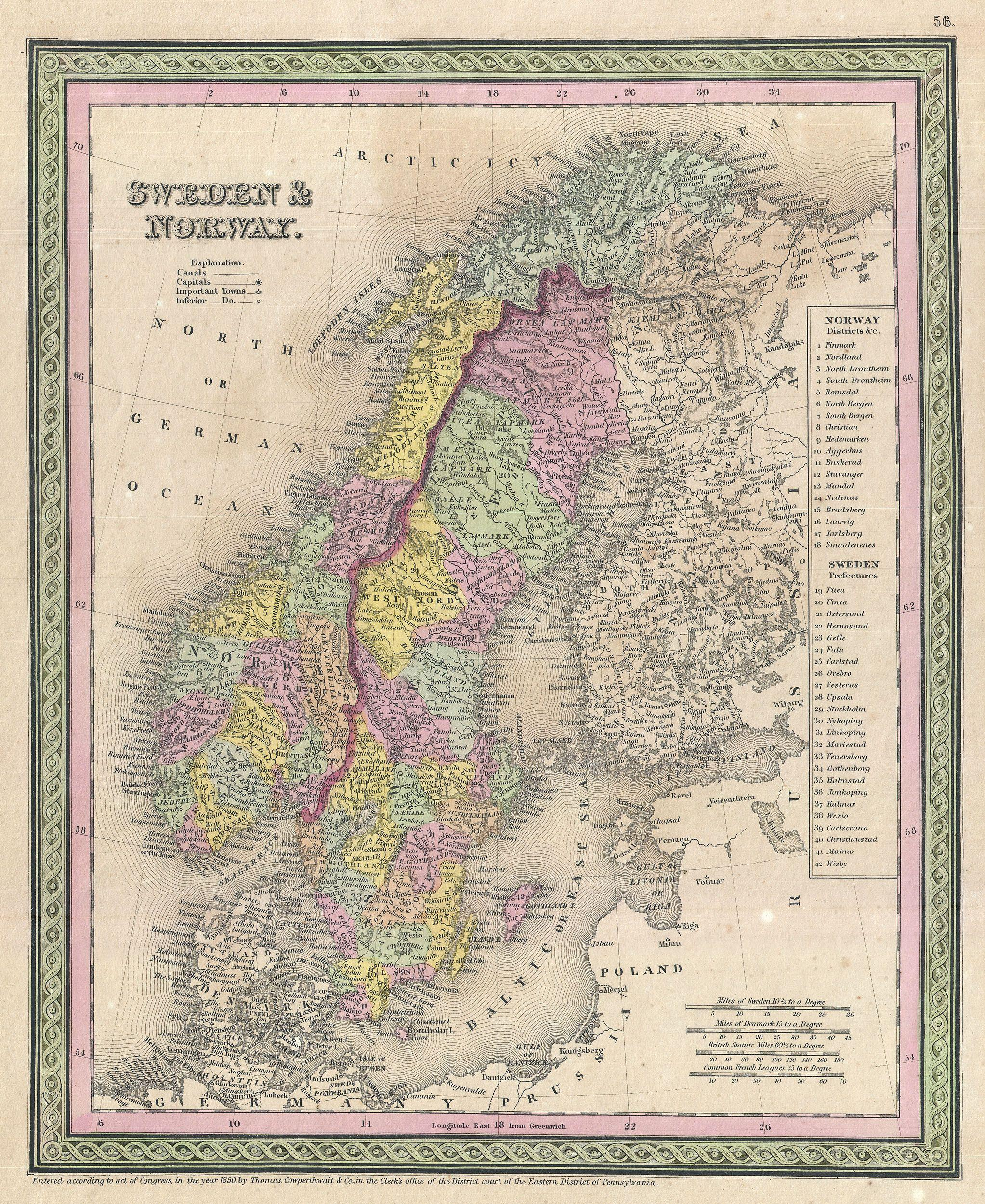
Karta över de förenade konungarikena Sverige och Norge från 1850.

Karl XV:s eriksgata företogs dels i Norge mellan juni och oktober 1856, dels i norra Sverige mellan juli och augusti 1858, av Karl XV, då ännu kronprins av de förenade konungarikena Sverige och Norge.
Karl förordnades först till vicekung i Norge i februari 1856. I samband med det besökte han Kristiania (idag Oslo) för att erhålla det formella regentskapet. Därvid gjorde han ingen eriksgata, men besökte Norge upprepade gånger under våren. Först i slutet av juni genomförde han en omfattande eriksgata i Kristiania, Trondheim, Bergen och besökte flera byar i den norska fjällvärlden. Karl XV innehade regentskapet vicekung i Norge fram till den 22 juni 1857. På grund av faderns, Oscar I:s, sviktande hälsa, tillträdde kronprins Karl som regent den 25 september 1857. Han besteg tronen i och med kungens död den 8 juli 1859.
Sommaren 1858 beslöt han att göra en ny eriksgata, denna gång till norra Sverige. Genom sin resa blev Karl XV en av de första kungligheterna som besökte Sveriges nordligaste provinser. Under vistelsen fick han tillfälle att utföra landskapsmålerier och bekanta sig med samisk kultur, men ägnade också sin tid åt att utforska norrländskt jordbruk och näringsliv. Karl XV fick insikt i behovet av utökad infrastruktur och kom att bidra till landsvägs- och järnvägsnätens utbyggnad. Dessutom försökte han främja jordbruket och startade ett eget försöksjordbruk, kallat Åminne, utanför Luleå.

## Norge

### Resan

#### Från Stockholm till norska gränsen

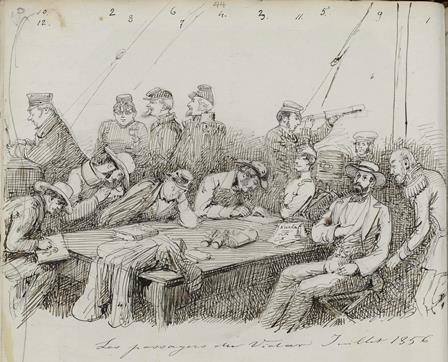
Kronprins Karl ombord på Vidar under Norgeresan. Teckning av Fritz von Dardel.

Resan anträddes i maj 1856. I resesällskapet ingick hustrun kronprinsessan Lovisa, dottern Louise, dotterns lärarinna Eva Leijonhufvud (släkten Leijonhufvud), major Gillis Bildt och konstnären samt adjutanten Fritz von Dardel. Kronprinsessan Lovisa uppvaktades av greve Robert von Rosen, baron M. Wrangel och livmedikus Robert Lundberg. Även prins August medföljde till sitt slott Stjernsund i Närke.
Med ångaren Arboga lämnade sällskapet kajen på Riddarholmen, där kungen och drottningen vinkade av. Samma eftermiddag ankom de resande till Arboga, där de mottogs av landshövding Fredrik Otto Silfverstolpe. Åskådarskaran var så stor att borgmästare Hedman fick sparka och slå omkring sig för att kunna leda kronprinsen fram till dennes bostad. Därefter presenterades kronprinsparet för en rad höga officerare. Följande dag fortsatte resan till vagn mot Närke och vid landskapsgränsen möttes kortegen av landshövdingen Carl Åkerhielm, som formellt tog över ledningen av kortegen. I Örebro inbjöds kronprinsparet att resa med tåg till Skebäck, en resa på fem minuter. På Örebro slott serverades lunch tillsammans med Livregementets husarers officerskår. Natten spenderades hos en herr Wahlund, som påstods vara miljonär.
Följande dag gick resan till Karlstad, där frukost och middag intogs och vid sjutiden på kvällen anlände sällskapet till nattkvarteret i Arvika.
Inför avresan mot norska gränsen den 19 maj bytte kronprins Karl om till norsk generalsuniform. Med vagn gick färden till Eda skans och därifrån till Kongsvinger, där en blomstersmyckad färja låg förtöjd. Med den reste kronprinsparet över Glommen och beskådade fästningen och naturomgivningarna. På stranden möttes de av några höga norska militärer och von Dardel och Bildt ombads att hålla sig i bakgrunden. Middagen intogs hos en herr Balke, hos vilken kronprinsparet övernattade. Den 21 maj avkunnades den sista sträckan med tåg till Kristiania.

#### Kristiania
Den 16 juni besökte kronprinsen militärlägret på Gardermoen. Karl deltog själv i exercisen tillsammans med lägrets drygt 2 000 soldater. Middagen hölls i generalstabens mattält och på kvällen besökte bevittnade kronprinsen, Bildt och von Dardel en militärkårs uppvisning av Hallingdansen. Midsommardagen firade kronprinsparet på Ladegaardsöen, en halv mil från Kristiania. En majstång hade där rests och de svenska gästerna bjöds på te. Kronprinsen begav sig sedan till Universitetsträdgården, där studenterna välkomnades hem efter en resa till Köpenhamn och Stockholm. Ceremonin hade just börjat när Karl kom inridande. Han satt av hästen, höjde ett glas och önskade studenterna välkomna.
Kronprinsens egentliga eriksgata genom Norge inleddes den 28 juni, när kronprinsessan och dottern Louise begav sig till Bad Ems. Kronprinsens svit utgjordes hädanefter av Bildt, von Dardel, hovmarskalken Wilhelm Sandels, Carl Sibbern samt adjutanterna Grimsgaard, Dahll, Naeser och livmedikus De Besche. Till dem hörde ytterligare några svenskar.
Sällskapet gick ombord på ångaren Vidar, som kommenderades av en kapten Bull. I sina memoarer skrev von Dardel om personerna i sällskapet: "Kapten Bull är ljuslätt och fetlagd, hans små ögon lysa af en hos en sjöman sällsynt mildhet. Han ritar i hemlighet karikatyrer. Bildt bidrager till resans behag genom sitt jämna, goda lynne och sitt intagande sätt. Hans vackra sydländska utseende beundras allmänt af damerna, då de sett sig mätta på vicekonungen." Via Langesund och Kragerø lämnade de den norska skärgården och reste ut på öppet hav. De landsteg i Arendal, där kronprinsen hälsades av kanonsalvor och hurrarop. En måltid på 14 rätter intogs på stadshuset, varefter båtfärden gick tillbaka till Kristiania. I hamnen väntade fartyget Mirapi med den holländske prinsen Wilhelm av Oranien-Nassau. Genast efter ankomsten besökte Karl honom och hälsades på fartyget av salut och kungligheterna promenerade sedan tillsammans in i staden. Karl och prins Wilhelm deltog på kvällen i en festmiddag på ett landställe utanför Kristiania, dit över 200 personer var inbjudna. Efter middagen hölls bal, där båda kungligheterna närvarade.

#### Besök i fjordarna
Planen från Karls sida var nu att göra en längre expedition till lands, varför Vidar skickades att invänta dem i Stavanger. Resan skedde med häst och karriol och inför avresan anslöt sig ett trettiotal bönder. I Mandal bjöd bönderna på en festmiddag och natten tillbringades i Lyngdal. Dagen därpå fortsatte resan till Figde, där von Dardel och kronprinsen utförde några landskapsmålningar. Resan gick sedan via Feddefjorden till Flekkefjord, där middag och nattkvarter väntade. Följande morgon intogs en längre supé hos den engelske konsuln Bideman i Egersund. Vid 16.30-tiden följande dag ankom sällskapet till Stavanger. Kronprinsen begav sig till biskopshuset, där ett borgargarde stod uppställt, och en stor måltid serverades på en av stadens klubbar.
Den 20 juli steg kronprinsen och hans sällskap ombord på Vidar och reste över Hardangerfjorden till godset Rosendal, ägt av familjen Rosenkrone. Nyfikenheten hos lokalbefolkningen var stor, eftersom detta var första gången som en kunglig person besökte omgivningarna. Lunch intogs på godset och efter en stunds samvaro fortsatte resan till Ullensvang, där middagen intogs. Eftersom intresset var så stort, lät kronprinsen bjuda med några präster med döttrar och en mängd lokala bönder på en ångbåtstur, något som få av dem tidigare upplevt. På kvällen hölls dans ombord, trots att vädret var kyligt.
Vid midnatt anlände sällskapet till Bergen och även där möttes de av stor uppståndelse i hamnen. 19 män kom farande mot fartyget för att mottaga kronprinsen i en förgylld gondol, men när Vidar krängde, välte deras gondol och männen föll i vattnet. De upplockades dock snabbt. Kronprinsen gick i land och begav sig till stadens kommendant, general Holck och en middag på 28 rätter hölls på frimurarlogen. Dagen därpå rörde sig von Dardel och kronprinsen inkognito i fiskehamnen och på eftermiddagen roddes kronprinsen i den gyllene gondolen på Mirapi. Tillsammans med prins Wilhelm av Oranien besökte Karl några teaterföreställningar på Den Nationale Scene, där teaterchefen Henrik Ibsen hyllade sin svenske gäst med en prolog.

#### Till Trondheim

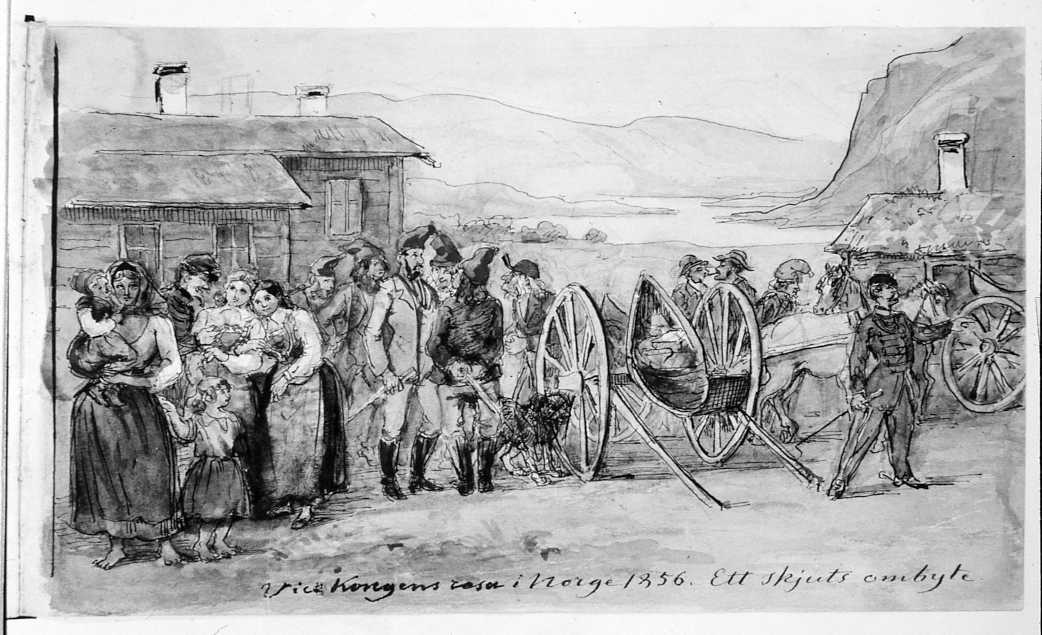
Ett skjutsombyte i Norge. Akvarell av Fritz von Dardel.

Den 24 juli fortsatte resan till Sognefjorden. Kronprinsen gick där i land för att beskåda kyrkorna i Framnes och Vangsnes och när han med sällskapet återvände till fartyget, såg de en skara fattiga människor som flöt i sina båtar kring Vidar. Karl lät skänka dem mat och bjöd männen på cigarrer. Enligt Fritz von Dardel skulle en av männen frågat "Duger den att äta", när kronprinsen räckte honom en cigarr. Från Lustrafjorden fortsatte färden till häst och ett tjugotal bönder bad om att få eskortera kronprinsen till nattkvarteret i Optun. Därifrån gick resan på skogsstigar i fjällvärlden och redan på första dagen avverkades 17 mil.
Följande morgon red de förbi Sognefjället och möttes av ett dukat frukostbord, som satts upp på en platå med god utsikt över fjordarna. Hela följande dag spenderades på hästryggarna och natten spenderades i Lom. Tidigt på morgonen begav sig kronprinsen och von Dardel på en promenad och utförde målningar av stavkyrkan. Efter att rott i två timmar med sex båtar över sjön Garmo möttes kronprinsen på stranden av ett tjugotal flickor, som strödde blommor i hans väg. På andra sidan stranden uppfördes ett tält, där kronprinsen bjöds på frukost och med karriol gick färden till nattkvarteret i Holaker. Längs vägen fick kronprinsens karriol sönder och sällskapet måste stanna till hos en republikansk lantbrukare vid namn Ivar Tofte. Han sades vara släkt i rakt nedstigande led från Harald Hårfager.
Från Holaker fortsatte på morgonen färden till Nystuen i Romsdalen. Kronprinsen och von Dardel försökte göra målningar av omgivningarna, men regnvädret var alltför påtagligt. Följande dag reste sällskapet med båt till Kristiansund, där kronprinsen bjöds på middag hos familjen Clausen. Samma dag fortsatte de till Garberg och mottogs av Trondheims kommendant, general Thome, som ledsagade sällskapet till nattkvarteret i Meldalens prästgård.
Efter frukostmåltiden vid Fandrem tågade det kungliga följet in i Trondheim och möttes av en paraderande skvadron. Kronprinsen inkvarterades i Stiftsgaarden, som inreddes för Oscar I inför dennes tänkta kröning. Festkommittén kunde dock inte bjuda kronprinsen på den planerade festmiddagen; all mat som inköpts åt vicekungen hade nämligen serverats åt prins Wilhelm av Oranien, som helt oväntat besökt Trondheim före svenskarna. Kommittén beställde in mer mat efter prinsens avresa, men maten hann bli förstörd innan kronprinsen kom fram. Därför blev det Karl själv som betalade för festmiddagen. Besöket i Trondheim blev kortvarigt och redan den 4 augusti seglade kronprinsen vidare till Stjørdalshalsen, varifrån färden fortsatte med häst till nattkvarteret i Værnes. Middagen intogs tillsammans med några höga officerare och landshövdingen i Jämtland, Jacob Axel Dahlström. Hela denna och följande dag var kronprinsen sysselsatt med att exercisera ett militärkompani. Ett par dagar senare gjorde kronprinsen och Carl af Trampe en utflykt till Stiklestad, där Olof den helige stupade 1030.
Den 22 augusti lämnade sällskapet militärlägret i Værnes och återvände till Trondheim, där de stannade i tre dagar. Därefter gick återfärden mot Kristiania. När de passerade Røros gjorde kronprinsen en avstickare till Kongens gruva, där fackelbärare ledsagade dem i gruvgångarna. Efter att intagit middag i Røros besökte de ett kopparbruk, där arbetarna rest en äreport till vicekungens ära. Äreporten var gjord i koppar, vars värde uppgick till över 12 000 riksdaler. Den 27 augusti nådde sällskapet Glommen och kronprinsen bjöd på middag i en bondgård i Mykleby. Efter en kortare andjakt fortsatte resan till Aaset och på morgonen den 28 september anlände sällskapet till Kristiania.

#### Hemresan
Inte långt efter kronprinsens ankomst, anlände prins Napoleon, kusin till Napoleon III, till Kristiania. Karl mötte honom i hamnen och under kvällen förde de långa diskussioner med varandra. Napoleon berättade bland annat om sina resa på Island och om Frankrikes deltagande i Krimkriget. Napoleon visade också stort intresse för von Dardels teckningar från Norgeresan. En tid senare kom Albrekt av Preussen och Karls hemresa till Stockholm ägde rum i oktober.

## Norrland

### Intresset för Norrland

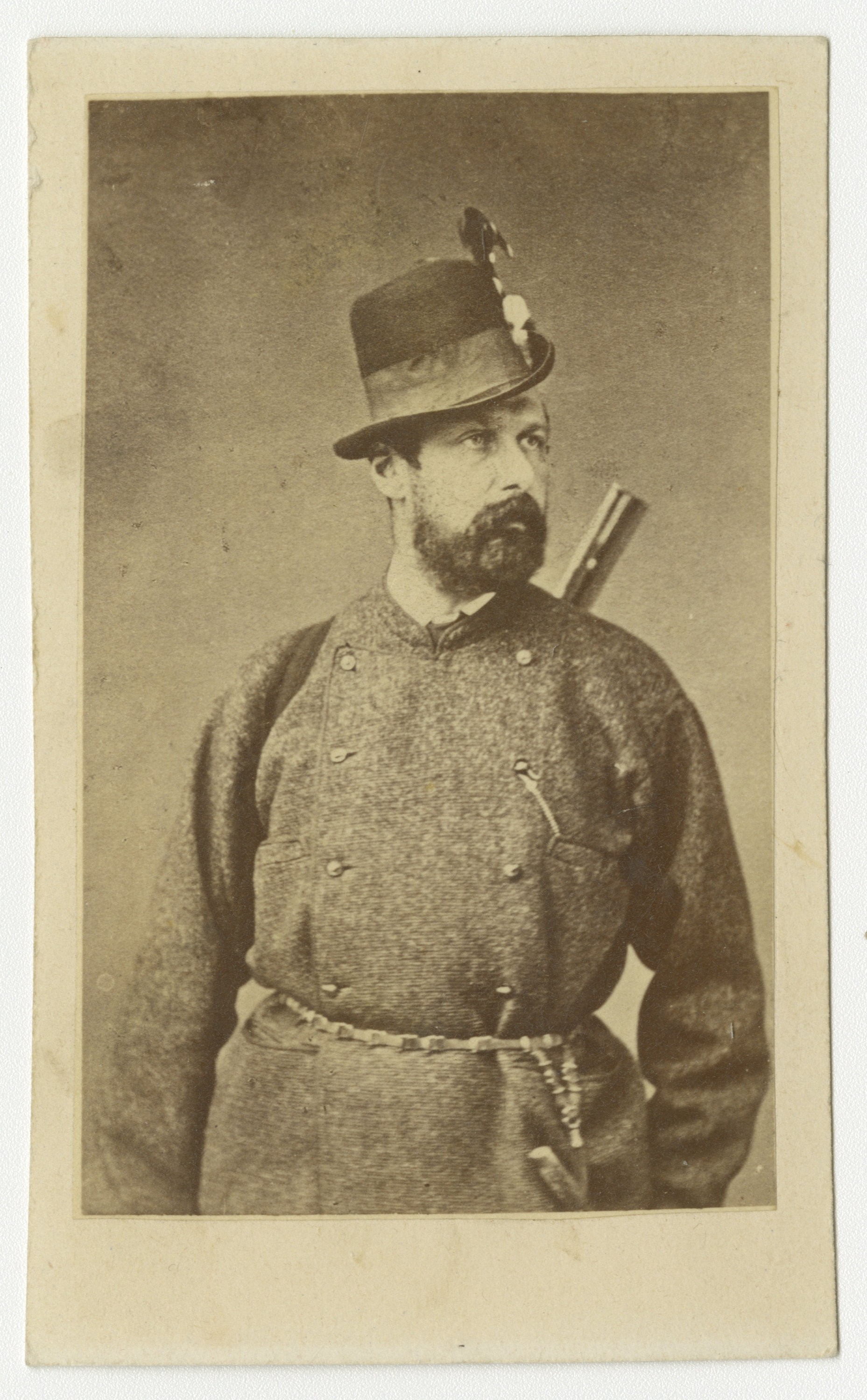
Karl XV i jaktuniform, fotografi från tiden kring Kvikkjokkresan.

I mitten av juli 1856 gjorde kronprins Karl sin eriksgata till Norge, där han bland annat besökte Trondheim och bevistade en rad fjordar. Därefter valde han att förlägga ytterligare en eriksgata till norra Sverige, vilket väckte uppseende hos hans närmaste. Innan Karl XV:s resa hade mycket få av rikets högsta ämbetsmän och kungligheter besökt Norrland. Hans föregångare på området var Sten Sture den äldre, som reste via Norrland från Finland 1491, Karl IX och sonen Gustav Adolf avlade ett besök 1602, Gustav II Adolf reste åter i Norrland 1614 och Karl XI reste på sommaren 1694 till Torneå för att beskåda midnattssolen. Senaste gången en kunglighet besökte Norrland var när Adolf Fredrik avlade ett besök i Umeå 1752.
Ätten Bernadotte hade sedan Karl XIV Johans tid haft ett stort intresse för Sveriges nordligaste bygder. På 1830- och 1840-talen skickade Karl Johan forskarexpeditioner till Norrbotten och försökte på olika sätt främja det norrländska näringslivet. För att förbättra böndernas ekonomi utdelade kungliga tjänstemän broschyrer om tillverkning av salpeter och pottaska och spred kunskap om moderna jordbruksredskap. Både Karl XIV Johan och Oscar I hyste ett särskilt intresse för norrländsk bergsbrytning och var personligen engagerade i utvecklingen av de så kallade Gällivareverken.
Prins Karls skäl till resan var att bekanta sig med de norra bygderna och att utföra landskapsmålningar. Ett annat skäl till besöket var att Norrland vid den tiden genom sin träindustri börjat bli en viktig faktor i landets ekonomi. Det var också viktigt för honom att undersöka Norrbottens militära kapacitet och bedöma om militära baser skulle byggas vid finska gränsen. Tidpunkten för resan var enligt samtida åsikter väl vald; Norrbotten hade under 1857 genomlevt en ekonomisk depression, som starkt påverkade civilbefolkningen och det kungliga besöket blev därför en glad tillställning och stora folkmassor samlades på de orter som prinsen tänktes passera.

### Förberedelser
Inför kronprinsens ankomst genomfördes omfattande förberedelser i de trakter han skulle besöka. Landsvägar, överfarter, broar och hamnar reparerades och alla ledstänger målades röda. På flera orter restes även äreportar och blomkransar sattes upp. Eftersom stora delar av Norrbottens läns inland saknade landsvägar kom huvuddelen av resan att ske till båt och häst. Kronprinsen var under resan ständigt klädd i en grå jaktrock med livrem, hatt och höga stövlar. Till det bar han samiska pjäxor i skinn, fyllda med hö för att motverka skavsår.
Kronprinsens resesällskap bestod av uppemot trettio personer. De förnämaste var civilminister Ludvig Amqvist, läkaren Pehr Henrik Malmsten, förste hovmarskalk Wilhelm Sandels, astronomen Nils Haqvin Selander, major Oskar af Dalström och konstnären Fritz von Dardel. Den ursprungliga tanken var förmodligen att resa till Arjeplogtrakten, men terrängen där ansågs vara alltför svårtillgänglig, varför kronprinsens sällskap istället inriktade sig mot Kvikkjokk, dit resan till stora delar kunde ske med båt. En annan tolkning har varit att Karl inspirerades att resa till Kvikkjokk på grund av Nils Johan Anderssons uppsats Till Lappland, vari Andersson skildrar Kvikkjokks natur. Innan kronprinsens besök var Kvikkjokk föga känt i landet, men blev genom hans besök något av ett turistmål.
Silversmeden Gustaf Möllenborg i Stockholm fick inför avresan en beställning från kungahuset på en serie kruthorn i silver. Smyckena kom kronprinsen att utdela som gåvor till olika personer, däribland till en same vid namn Peter Andersson. Smycket gick i arv i flera generationer och finns i dag på Norrbottens museum i Luleå.

### Resan

#### Från Ångermanland till Norrbotten

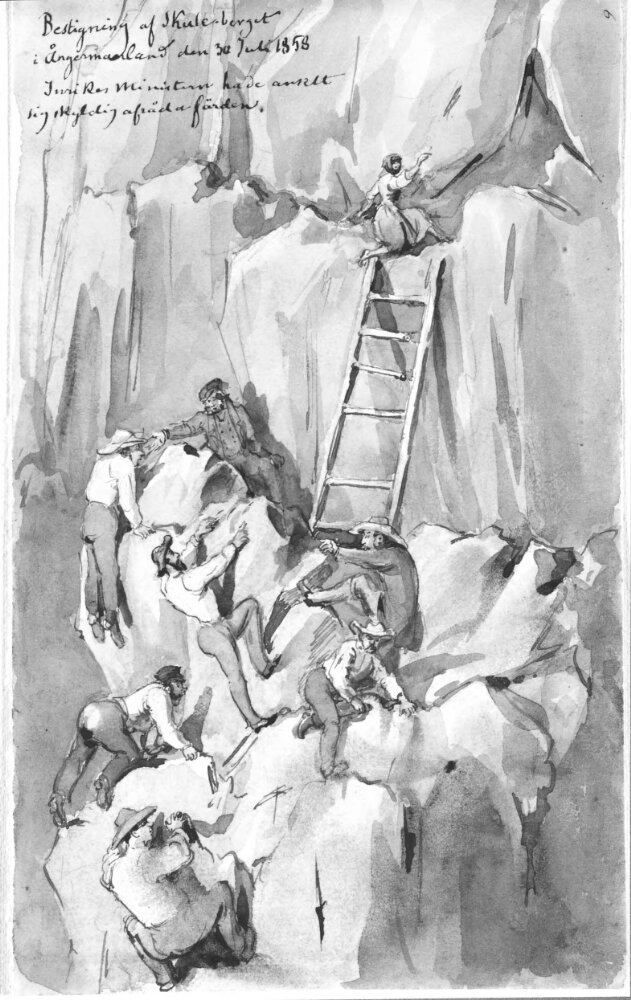
Bestigningen av Skuleberget, teckning av Fritz von Dardel 1858.

Avfärden från Stockholm skedde med ångfartyget Valkyrian den 24 juli 1858. En annan mindre båt som användes uppför Luleälven var specialbyggd för det kungliga ändamålet och var utrustad med soltält och bar unionsflaggan i aktern. Valkyrian medföljde hela vägen till Luleå. De första landstigningarna gjordes i Gävle och Härnösand. Därifrån gick resan till Bodums socken, där en björnjakt arrangerades. Björnarna lyckades dock ta sig ur fällan och kronprinsen infångade istället en räv och sex harar.
Via Ångermanälven landsteg sällskapet i Sollefteå, varifrån resan gick landvägen till Resele, Liden och Baggböle sågverk. I Ångermanland besteg kronprinsen den 30 juli Skuleberget, ett företag som enligt von Dardel var mycket riskfyllt. Civilminister Almqvist försökte fruktlöst avstyra planerna och deltog inte själv i bestigningen. Med Valkyrian fortsatte färden till Sundsvall och Umeå. Till fots och vagn gick resan genom Sävar, Robertfors bruk, Nysätra, Burträsk, Skellefteå och via kustlandsvägen till Piteå, dit sällskapet anlände på kvällen den 9 augusti. Där mottogs kronprinsen av landshövdingen Anders Emanuel Ros. På Societetshuset hölls en välkomstfest, varunder Fältjägarnas musikkår spelade och utvalda sångare sjöng Kungssången. Natten tillbringades i konsul Winroths bostad och dagen därpå utfördes säljakt på Sundskanalen.
Efter ett hästbyte i Öjebyn anlände kronprinsen den 10 augusti till Luleå, där han bodde hos landshövding Ros på det nybyggda residenshuset. Om mottagandet skrev ett ögonvittne:
"Vid entrén till residensområdet hade uppförts en äreport, vid vilken stadens unga damer välkomnade den höge gästen med blombuketter, medan samtidigt salut gavs från ett fartyg i hamnen och hurrarop höjdes av den församlade folkmassan, vilken räknade ett stort inslag av allmoge. Å residensgården voro samlade civila och militära ämbets- och tjänstemän, magistraten och borgerskapet."
På Karls initiativ anslöt sig Ros, lantmätare Johan Erik Nyström och kapten Claes Adelsköld till resesällskapet, då dessa hade större kunskaper om terrängen än kronprinsens egna män. Med på prinsens vagn fanns en bur med levande kycklingar. Detta väckte stor uppståndelse i Norra Bredåker, där ingen ur lokalbefolkningen tidigare sett kycklingar. Enligt von Dardel skulle folket där trott att fåglarna var påfåglar eller kalkoner. Därefter passerade sällskapet Svartlå, där Karl tog sig tid att göra teckningar av omgivningarna. Natten tillbringades hos kronoåbon Johan Sundqvist i Vuollerim, där kronprinsen och von Dardel sov på enkla halmbäddar övertäckta med lakan.

#### Expeditionen till Kvikkjokk
Följande morgon, den 13 augusti 1858, begav sig kronprinsen, Sundqvist och kronolänsman J. E. Ullenius från Jokkmokk ut för att jaga änder i Vuollerimselet, men jaktlyckan uteblev. På dagen fortsatte färden mot Nelkerimselet och första anhalten blev byn Koskats. Karl utmanade där Sundqvist i brottning och de två tävlade om vem som kunde lyfta det tyngsta järnspettet, vari Sundqvist besegrades. Från Koskats gick resan till häst mot Mattisudden. Kronprinsen insisterade på att promenera hela sträckan, trots att Ullenius erbjöd honom sin häst. När Ullenius frågade om kronprinsen kände sig trött, svarade denne: "Du känner icke mig", varpå han öppnade sin jaktplunta. "Kom och tag dig en klunk", sade han till Ullenius och erbjöd honom därtill en cigarr. Efter att Karl druckit och rökt fick han nya krafter och någon trötthet märktes inte av.
Med roddbåt gick resan till Mattisudden, där kronprinsen gästade flera samiska hem och bjöds på renmjölk, renost och kött. En förmögen nybyggarsame vid namn Piates-Olli skänkte honom två renkalvar och mottog av kronprinsen ett kruthorn i silver. Karl inköpte en hel renhjord av Piates-Olli och hjorden omhändertogs av en överstelöjtnant i Gällivare. Från Mattisudden gick färden över myrarna till Jokkmokk. Sträckan var en av de mest strapatsfyllda under hela resan. Hästarna hade svårt att balansera på spångarna som lagts ut över myrarna och landshövding Ros föll med sin häst ner i ett träsk.
I Jokkmokk övernattade Karl hos pastor Gustaf Westerlund och dennes familj på sjutton barn. Civilminister Almqvist valde av hälsoskäl att stanna kvar i Jokkmokk, där han fick uppehålla sig på prästgården. Hos handlaren Stenman köpte Karl samiskt silver och pärlor och gav till fru Westerlund ett dyrare guldarmband, som fortfarande finns i släktens ägo. Pastor Westerlund följde med kronprinsen till Kvikkjokk och klarade resan bra trots att han led av klumpfot. Från Jokkmokk fortsatte färden med tretton båtar över den tre mil långa sjön Skalka. Längs vägen passerade de Purkijaur, Randijaur, Parkijaure och rodde längs Skalkajaure till Granuddens skvaltkvarn, Tjåmotis och Njavve. Westerlund förvarade sin prästkappa och prästkrage i ett paket av tidningspapper i sin bakficka och kunde snabbt ta fram dem om han tvingades improvisera en mässa. Så skedde i Njavve, där Westerlund döpte ett nyfött samebarn.

Utsikt från Kvikkjokk, målad av Karl XV 1859. Till vänster syns Kvikkjokks gamla kapell.

Till Kvikkjokk ankom de på söndagsmorgonen 14 augusti efter att rott över den stora sjön Saggat. När kronprinsens båt siktades från Kvikkjokks strand, ringdes det in till gudstjänst, vilken förrättades i det gamla kapellet på samiska av prästen Johan Læstadius. Tillsammans med Kvikkjokkbon Nils Erik Jakobsson gjorde Karl en båttur på Mertiken och Kvikkjokkselet, där kronprinsen passade på att jaga änder och bestiga Vallitfjället, som efter det kom att kallas "Prinsens kulle". Samma berg hade Carl von Linné bestigit under sin lapplandsresa 1732. Dagen därpå närvarade det kungliga följet vid en vigselakt i Kvikkjokkskapellet. Eftersom brudens far inte var vid livet, överlämnade kronprinsen henne åt brudgummen och efter vigseln gav han dyra gåvor och silvermynt åt brudparet.
Enligt Birgit Th. Sparre skulle kronprinsen även försökt fiska pärlor i Silpajokki och Purkijaure, men samiska fiskare hade redan tömt dem på pärlor. Sällskapet lämnade Kvikkjokk den 15 augusti och rodde med tolv båtar nerför den branta forsen. Fritz von Dardel skrev om detta: "Prinsen, som annars är så oförskräckt, nöp mig krampaktigt i armen och var förvånad över mitt lugn." Natten tillbringades hos en jordbrukare på Björkholmen. Hela natten plågades prinsen och von Dardel av myggen, vilka enligt dem var resans värsta plåga. På morgonen smorde husbonden in deras huvuden i tjärolja, vilket mildrade plågan. Under återfärden stannade sällskapet till på en holme i Skalkasjön. En måltid intogs och kronprinsen gjorde upp en stockeld. När de skulle lämna holmen föreslog en av roddarna, nämndemannen Carl Erik Pettersson, att holmen skulle döpas om till "Prinsens holme", vilket alla tyckte var en god idé. "Vad heter holmen nu då", frågade kronprinsen av Pettersson, som svarade "Kåddesuoloj". "Nå vad betyder det", frågade kronprinsen, som missförstod Petterssons svar. När så Pettersson svarade "Vildrensholmen", blev Karl arg och svarade: "Vet hut, tycker du jag är som en vildren" och sparkade Petterson i stussen.
Jokkmokk nåddes den 17 augusti. Kronprinsen bad pastor Westerlund redogöra för sin dåliga ekonomi och erbjöd att betala militärutbildningen för en av Westerlunds söner. Westerlund gick med på detta och sonen utbildades senare vid Militärhögskolan Karlberg. Eftersom två andra av pastorns söner skulle resa ner till skolan i Luleå inom kort, beslöt Karl att låta dem följa med honom på ångfartyget Valkyrian, vilket de också gjorde. Återresan gick via Vuollerim till Norra Bredåker, där Valkyrian väntade. Med henne fortsatte färden till Boden och därifrån med hästar till Luleå, dit kronprinsen och hans sällskap anlände den 20 augusti.

#### Tornedalen

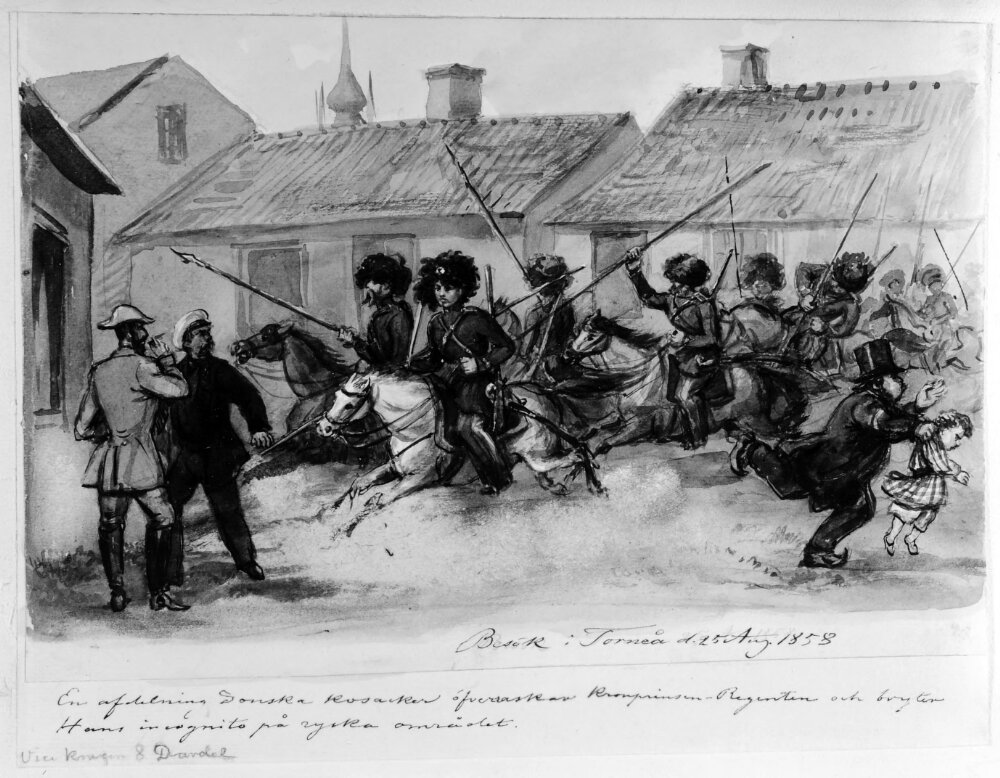
Ryska kosacker paraderar för Karl XV i Torneå, teckning av Fritz von Dardel.

Innan avresan från Luleå utdelade kronprinsen Vasaorden till olika personer som varit behjälpliga under resan. Under en promenad delgav landshövding Ros' hustru kronprinsen sin önskan om att flytta söderut och Karl lovade att ge hennes make en befordran. Året därpå utnämndes därför Ros till generalskogsdirektör och chef för Skogsstyrelsen.
Den 21 augusti passerade det kungliga följet Råneå, Töre och övernattade i Månsbyn. Följande dag fortsatte färden till Överkalix och den 24 augusti reste de via Lantjärv och Nikkala till Haparanda. Kronprinsen och Fritz von Dardel beslöt att göra ett besök i ryska Torneå för att inhandla pälsar. Om det berättar von Dardel i sina memoarer:
"Trots alla försiktighetsmått var vid vår ankomst till staden prinsens inkognito, tack vare de ryska spionernas påpasslighet, redan förrått, och vi blevo plötsligt omringade av en avdelning donska kosacker, som framsprängande i full galopp och med fällda pikar, sågo så hotande ut, att jag fruktade, att de kommo för att enlevera den svenske regenten. Men sedan de lika hastigt, som de framryckt, dragit sig tillbaka och sedan åter utfört några vilda och bullersamma rörelser, uppställde de sig på två led och intogo en orörlig ställning, medan officeren saluterade prinsen med sin sabel."
Kronprinsen tog inte allvarligt på kosackernas angrepp, utan lät von Dardel ge kosackerna en riksdaler var som uppskattning för paraden. Till kronprinsens ära hölls en bal i Haparanda, där civilminister Almqvist förälskade sig i en apotekardotter. Almqvist ville be kronprinsen om tjänstledighet för att kunna stanna kvar i staden, men von Dardel avrådde honom från att fråga. I Salmis gick kronprinsen och hans sällskap ombord på Valkyrian och reste över Bottenhavet till Stockholm. Återkomna till Stockholm möttes det kungliga följet av jubel och festligheter på Skeppsholmen.

### Målningar
Under resan utförde Karl en mängd målningar och teckningar av landskap och byar. Vid ankomsten till Kvikkjokk stannade han bland annat till vid Årrevarats och målade fjället Staika. Det mest kända av hans målningar från resan är dock Utsikt från Kvikkjokk, som färdigställdes 1859. Målningen ställdes ut på Bildmuseet 1990 med anledning av att Umeå universitet fyllde 25 år. Han gjorde även en målning föreställande Kvikkjokks kapell. Under hela resan utförde Fritz von Dardel över sjuttio teckningar och målningar. De flesta av dem skildrar resan och resesällskapet. Samtliga av von Dardels bilder finns publicerade i samlingen Reseminnen från Norrland, som finns bevarad på Nationalmuseet i Stockholm.

## Efterspel

### Betydelse
Störst betydelse fick Karl XV:s eriksgata för Norrland och provinsens utveckling. Kronprinsen förstod att nyckeln till provinsens utveckling var bättre kommunikationer och en utbyggd infrastruktur. Det var ett av skälen till att kapten Adelsköld vid Väg- och vattenbyggnadskåren följde med på resan från Luleå till Kvikkjokk. Karl konsulterades också av lantmätaren Per Henrik Widmark, som hade förslag på en omfattande järnvägsutbyggnad från kusten till Norrbottens inland. På grundval av det lät Karl utnämna Widmark till landshövding i Norrbottens län efter Anders Emanuel Ros och som sådan kom Widmark att förverkliga flera av dessa ambitioner.
Vid Karl XV:s besök i Lappland planerades en järnväg mellan Gällivare och norrbottniska Strömsund. Karls plan var att malmen skulle transporteras med tåg från Gällivare till Storbacken och sedan fraktas med båt nedför Luleälven. Forsarna skulle kringgås genom en ny kanal, ett projekt kungen diskuterade med Adelsköld och Per Henrik Widmark. 1863 bildades aktiebolaget The Gellivare Company, Limited och kanalprojektet fick fart, men bara några år senare gick företaget i konkurs och kanalbygget fick avslutas. Resterna av den så kallade Engelska kanalen kan fortfarande ses längs Luleälven.
För att främja jordbruket i Norrbotten lät Karl 1859 bilda Norrbottens Kolonisationskommitté, men dess verksamhet blev kortvarig. Kommitténs medlemmar var lantmätare Nyström, kapten Adelsköld, generaldirektören för Fångvårdsstyrelsen Wilhelm Stråle af Ekna och hovstallmästare F. Boy. Ordförande var kronprinsen själv.
Genom Karl XV:s arbete med att utveckla Norrlands jordbruk och industri gick landsdelen från att vara den mest försummade i Sverige till att bli en av de mest utvecklande. Detta väckte irritation hos riksdagsmän från andra delar av landet; vid riksdagen 1862–1863 klagade Lars Johan Hierta på att Norrland fick mer lån och anslag än de andra landsdelarna.

### Åminne mönstergård

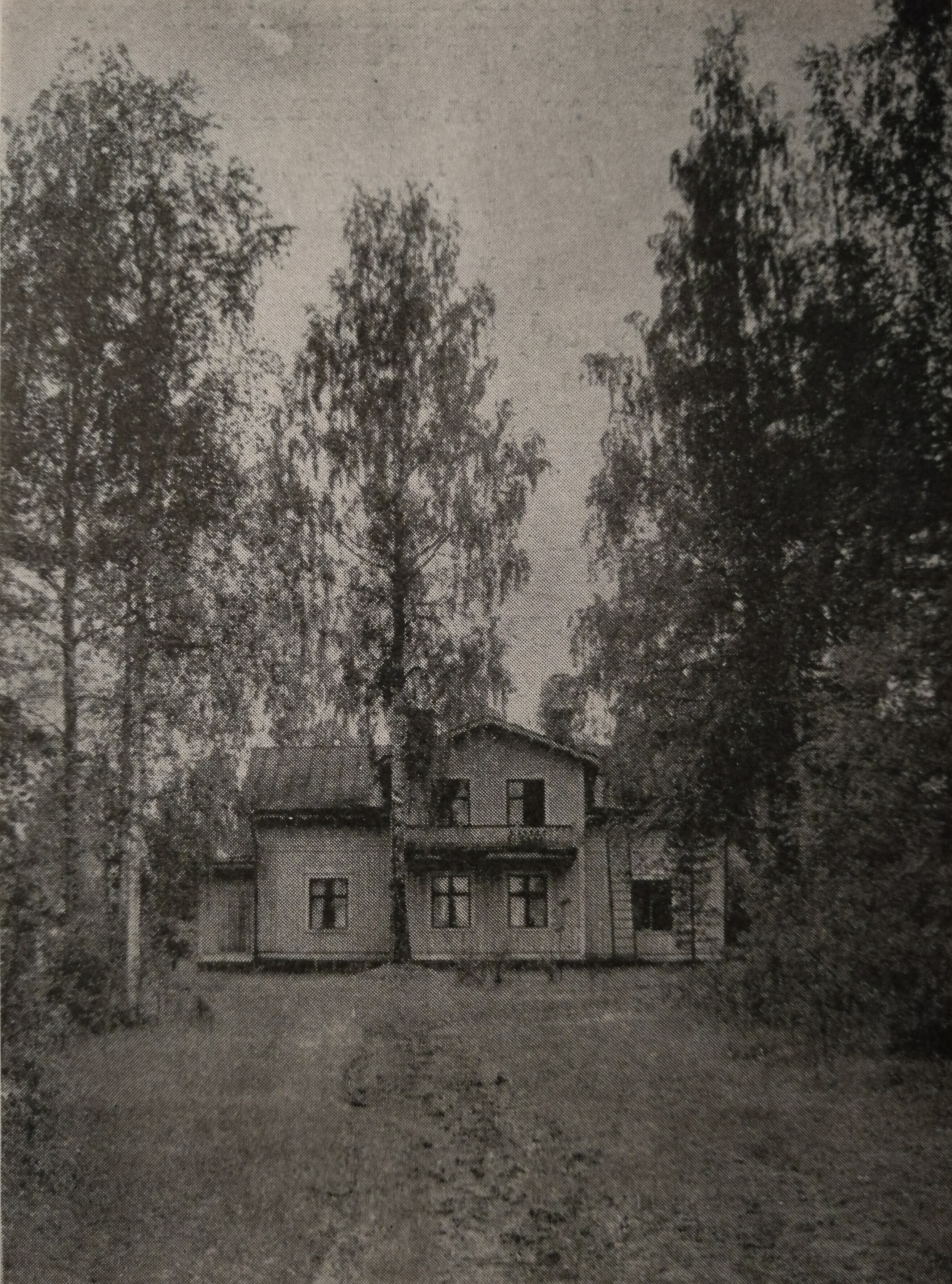
Åminne mönstergård.

Under en frukost hos kyrkoherde Lars Isak Hellman i Överkalix nämnde Karl expeditionen till Kvikkjokk. Halvt på skämt sade han till bordskamraterna: "Aldrig i mitt liv kan jag påminna mig hava haft så lugnt och trevligt, som under denna resa. Vill ni som jag, gossar, skaffa vi oss en farm någonstans uppefter Lule älv och slå oss ned där som nybyggare, om det skulle bliva för tråkigt nere i Stockholm." Tanken var att starta ett jordbrukshemman i Norrbotten. Kapten Claes Adelsköld föreslog att gården skulle heta Åminne i åminnelse av Karls Norrbottensresa. Kronprinsen bestämde att hemmanet skulle bli ett slags aktiebolag och att aktierna skulle kosta 300 kronor styck. Lantmätare Johan Erik Nyström fick i uppdrag att inköpa odlingsbar mark. Gården låg i nuvarande Edefors socken, omkring 8,5 mil utanför Luleå. Hela egendomen omfattade 1 051,68 hektar.
Till en början skulle bolagets enda aktieägare vara de sju stiftarna, men redan vid den första bolagsstämman insåg de att kostnaderna var alltför höga. Därför beslöt stämman att försöka värva utländska "respektabla" personer i projektet. Stora pengar lades ned på jordbruket där och kronprinsen satsade personligen åtskilliga summor på nyodlingar. Monarker och högreståndsmän i Europa köpte aktier i Åminne och bolagsstämmor hölls kontinuerligt på Stockholms slott. Några av aktieägarna var Napoleon III, Eugenie av Frankrike och Fredrik VII av Danmark.
På bolagsstämman den 3 augusti 1869 infann sig 229 aktieägare på Stockholms slott. Enligt dokumentationen ägde Åminne bolag 10 kor, en tjur, en bagge och två tackor. Värdet på gården och kreaturen uppgick till 76 006 riksdaler och 34 öre, medan skulden uppgick till 3 167 riksdaler. Stämman beslutade att skänka Åminne till Norrbottens läns hushållningssällskap, mot kravet att den nya ägaren övertog bolagets skulder. När Hushållningssällskapet övertog Åminne omvandlades gården till lantbruksskola och 1877 slogs lantbruksskolan ihop med lantbruksskolan i Avan.

### Minnesmärke och kuriosa
Ett år efter kronprinsens besök, den 1 juli 1859, restes en 4,5 meter hög minnessten i grön marmor på residensgården i Luleå. På spiran till monumentet står: "Till minne af H. K. H. kronprinsen-regenten Carls besök 1858. Norrbottens tacksamma folk reste stenen".
1859 skänkte Karl XV en tomt vid Stockholms inlopp till professor Malmsten, som deltagit i lapplandsresan. På tomten lät Malmsten sedermera uppföra en villa vid namn Kvikkjokk. När kungen gav Malmsten gården sade han till honom: "Det skall Du kalla Kvikkjokk i åminnelse av våra äventyrliga fiskefärder uppe i Lapplands sjöar." Enligt traditionen skulle Malmsten räddat Karl XV från att drunkna i Kvikkjokk och sedan fått tomten som en tacksamhetsgåva.
I Tornedalen kallades sommaren 1858 i folkmun under flera generationer "prinsens sommar" (på finska: prinssin kesä) i åminnelse av kronprinsens resa.